# باولو أندريه
باولو أندريه (بالبرتغالية: Paulo André‏) هو لاعب كرة قدم برازيلي في مركز الدفاع، ولد في 20 أغسطس 1983 في كامبيناس في البرازيل. لعب مع أتلتيكو باراناينسي وشانغهاي غرينلاند شينهوا ونادي ساو باولو ونادي غواراني ونادي كروزيرو ونادي كورينثيانز ونادي لومان.

## وصلات خارجية
- باولو أندريه على موقع الاتحاد الدولي (مؤرشف)  (الإنجليزية)
- باولو أندريه على موقع رابطة كرة القدم الفرنسية للمحترفين (الإنجليزية)
- باولو أندريه على موقع قاعدة بيانات كرة القدم.إي يو (الإنجليزية)
- باولو أندريه على موقع Soccerway.com (الإنجليزية)
- باولو أندريه على موقع AS.com (الإسبانية)
- باولو أندريه على موقع IMDb (الإنجليزية)